# Araguaia
Araguaia – rzeka w środkowej Brazylii o długości 2640 km i powierzchni dorzecza 370 tys. km². Źródła rzeki znajdują się na Wyżynie Brazylijskiej.
Głównym dopływem jest lewy dopływ Rio das Mortes (nazywana także Manso). W środkowym biegu rzeka dzieli się na dwa ramiona tworząc Wyspę Bananową. W środkowym biegu żeglowna na odcinku około 1000 km.